# 琉球古字
琉球古字（りゅうきゅうこじ）とは、琉球王国で使用されていた文字。

## 概要

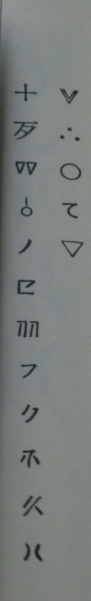
琉球古字。右側が十干、左側が十二支である。

『琉球神道記』に記載されている文字である。占い等に使っていたようである。
17種類の文字があり、十干と十二支を表している。本土でも似たような文字が見つかることがあるが、関連は不明である。
1886年（明治19年）に歴史家の神谷由道が『東京人類学会報告』第9号にて「琉球の古代文字」として発表したが、それ以降は研究の進展はなかった。在野の研究者でもいわゆる「神代文字」の研究者がとりあげることは再三あったが、それらもいわゆる神代文字の多様性を示すため「参考までに紹介する」程度であって、あまり関心をもたれてきたとはいえない。戦後、1970年代になってから、竹内健は十干十二支が出来る以前に古代中国にあった十二干という古い暦の名残ではないかという説をだしている。

## 伝説
昔、中城の付近に天人が降りてきて数百の文字を伝えた。占い師が使っていたが、城間に村人が家を悪い日に作ったことを教えなかった。天人が「なぜ教えなかったのか」と聞くと、占い師は「聞かれなかったからだ」と答えたので、天人は「尋ねないなら言って教えるべきだ」と怒って文字の半分を裂いて天に昇っていった。そのため文字は少ししか残らなかった。それが現在の琉球古字だという。